# 신덕왕후
신덕왕후 강씨(神德王后 康氏, 1356년 7월 20일(음력 6월 14일) ~ 1396년 9월 23일(음력 8월 13일))는 조선을 개국한 태조 이성계의 두 번째 아내이자, 조선 최초의 왕비이다. 작호는 현비(顯妃), 시호는 순원현경신덕왕후(順元顯敬神德王后)이다.
이성계의 후처로 정부인 한씨(신의왕후)가 조선 건국 이전에 사망하여 계비(繼妃)로서 조선의 첫 번째 왕비가 되었다. 태조의 정치적 조언자였다.
1899년(광무 3년) 대한제국 고종에 의해 신덕고황후(神德高皇后)로 추존되었다.

## 생애

### 출생과 가계
신덕왕후는 상산부원군 강윤성(象山府院君 康允成)과 진산부부인 강씨(晉山府夫人 姜氏)의 딸로 본관은 곡산(谷山)이다.
곡산에서 고려 충혜왕 때 세도를 떨친 권문세가의 규수로 태어났다. 신덕왕후의 조상은 호경과 강충으로 이들은 고려 태조 왕건의 외가 쪽 선조였다. 강충의 셋째 아들 강보전의 후손으로 그의 8대조인 고려 고종 때의 문하시중 신성부원군(信城府院君) 강지연(康之淵)의 대에 다시 가문을 일으켰다.
강지연의 6세손인 할아버지 강서(康庶)가 상산부원군에 봉해지면서 곡산 강씨의 시조가 되었고 7대손인 친정아버지 강윤성은 문하찬성사를 지냈고, 사후 증 영돈녕부사에 추증되고 상산부원군에 추봉되었다.
강씨의 숙부 강윤충은 태조의 큰아버지이자 환조의 형 이자흥의 사위였다. 이런 인연으로 그는 이성계와 접촉할 수 있었고 곧 그의 계비가 된다.

### 이성계와의 결혼

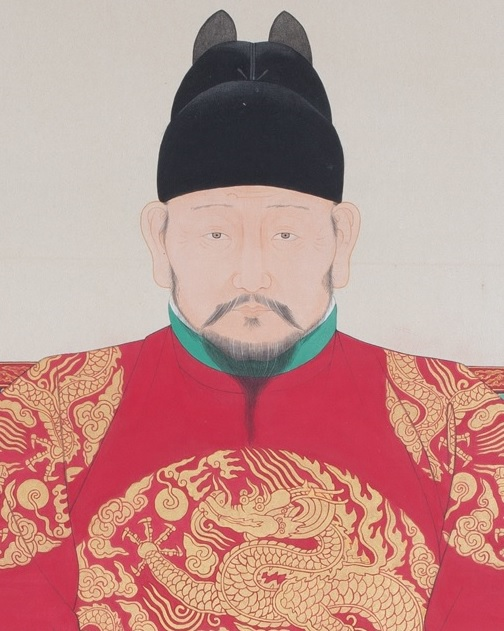
신덕왕후의 남편인 태조 이성계

이성계가 타고난 무예와 지도력으로 그간 쌓은 군공을 바탕으로 권문세족과 어깨를 나란히 할 정도로 크게 성장을 한 후 정략결혼을 하였다. 혼인할 당시 강씨는 이성계보다 20살가량 연하였으며, 당시 이성계는 첫 부인 한씨(韓氏, 신의왕후)와의 사이에 장성한 자녀들을 두고 있었다.
이성계가 강씨와 처음 만난 일화는 유명하다. 어느 날 호랑이 사냥을 하던 이성계가 목이 말라 우물을 찾았는데, 마침 그 우물가에 한 여인이 있었다. 이성계가 그 여인에게 물 좀 떠 달라고 청하니, 여인은 바가지에 물을 뜨고나서 버들잎 한 줌을 물 위에 띄워주었다. 이에 이성계는 이 무슨 고약한 짓이냐며 나무랐다. 여인은 갈증으로 급히 달려온 바, 냉수를 마시면 탈이 날 것 같아 버들잎을 불며 천천히 마시라고 일부러 그리했다고 수줍게 대답하였다. 이 말을 듣고 내심 감탄한 이성계가 그 때서야 여인을 유심히 살펴보았는데 여인의 미색이 아주 빼어났다. 여인의 지혜와 미모에 이성계는 한동안 넋을 잃었다. 바로 그 우물가의 여인이 강씨였다. 이 이야기는 고려 태조와 장화왕후(莊和王后)의 만남에 대한 설화와 동일하다. 장화왕후와 신덕왕후는 각각 나라를 세운 시조의 두 번째 부인이며 지방의 세력 있는 호족의 딸이라는 공통점을 가진다는 점에서 와전된 것이거나, 많은 지방에서 전해내려오는 유사한 구조의 버들잎 설화가 이성계와 결부된 것일 수 있다.

### 조선 건국 공로
그녀는 1392년 음력 3월 이성계가 해주에서 말을 타다가 떨어져서 크게 다친 것을 계기로 정몽주가 그를 제거하려 했을 때 생모인 한씨의 무덤에서 여묘살이를 하던 이방원(李芳遠)을 급히 해주로 보내 이성계를 개경으로 불러냈다. 또한 이방원이 그해 음력 4월 자객을 보내 정몽주를 죽였을 때도 대신을 함부로 죽였다며 크게 꾸짖던 이성계의 분노를 무마시킨 것도 강씨였다. 이는 강씨의 수완과 결단력을 상징해주는 대목으로 새로운 나라를 세운다는 목적을 위해 수단을 가리지 않는 대담성을 보여준 것이라 할 수 있다. 그리고 조선의 개국으로 강씨는 1392년(태조 1년) 8월 25일(음력 8월 7일) 조선의 첫 왕비가 되어 현비(顯妃)에 봉해졌다.

### 책비와 사망
강씨는 신의왕후 한씨 소생의 장성한 왕자들을 제치고 자기 소생의 왕자에게 다음 왕위를 물려주려고 하였다. 그리하여 뜻이 맞은 정도전과 정치적 연합을 하여 의안대군을 왕세자로 만들었다. 그러나 장남도 아니고, 후처 소생의 차남이 왕세자가 된다는 것을 정안대군을 비롯한 신의왕후의 아들딸들은 받아들일 수가 없었다. 그러나 이성계는 계비인 신덕왕후의 아들 방석을 지명했다. 신의왕후의 다섯째 아들이자 가장 정치적 야심이 컸던 방원은 격분할 수밖에 없었다.
1396년 9월 15일(음력 8월 13일) 세상을 떠났다. 신덕왕후가 죽자 태조는 몹시 애통해하며 명복을 빌기 위해 능 옆에 조그만 암자를 지어 매일 아침과 저녁마다 향차를 바치게 하다가 다시 1년 간의 공사를 거쳐 흥천사(興天寺)를 지어주기도 하였다. 태조는 흥천사가 완공되자마자 그 때부터 능과 절을 둘러보는게 일상사가 되었다. 능과 절을 다 돌아본 뒤 신덕왕후 소생 왕자들과 함께 저녁시간을 보내고, 신덕왕후의 능에 재를 올리는 절의 종소리가 나야만 비로소 침소에 들었다. 뿐만 아니라 수라 때에도 신덕왕후의 명복을 비는 불경 소리를 들은 후에야 비로소 수저를 들어 식사를 하는 등 정성을 보였다.
신덕왕후가 승하한 지 얼마 지나지 않아 제1차 왕자의 난이 일어나 의안대군을 포함한 신덕왕후의 아들들은 모두 제거되었고, 사위도 살해당하여 딸인 경순공주는 여승이 되었다. 태조의 마음을 사로잡고 정도전 등의 힘을 빌려 자신의 아들 방석을 세자에 봉하면서 강씨에 대한 신의왕후 소생의 장성한 왕자들과 공주들의 분노는 극에 달했다. 결국 그 분노는 강씨가 죽은 후에도 이어져 훗날 태종이 서얼 금고령과 적서 차별을 제도적으로 만들게 하는 원인이 되었다.

### 사후
왕자의 난으로 권력을 장악하고 왕이 된 신의왕후 소생의 다섯째 왕자인 태종 이방원은, 정릉 파괴와 이전을 지시했다. 자신의 소생인 어린 막내를 왕세자로 내세운 신덕왕후를 태조 사후 후궁으로 격하시켰다. 태조가 특별히 가까이 정동에 두었던 신덕왕후의 능 정릉(貞陵)을 1409년(태종 9) 당시 사대문 밖 경기도 양주 지역이던 현 위치(서울 성북구)로 이장했고, 묘의 봉분을 완전히 깎아 무덤의 흔적을 남기지 말도록 명했으며, 정자각은 헐어버린 뒤 1410년 광통교가 홍수에 무너지자 능의 정자각 석물을 광통교를 보수하는 데 사용하게 하여 온 백성이 이것을 밟고 지나가도록 했다. 종묘의 제례에서도 신덕왕후에게 올리는 제례도 왕비로서가 아닌 후궁의 예로 올렸다. 그녀의 묘소가 훼철되는 날 많은 비가 쏟아졌으며 하늘에서는 울음 소리가 들렸다고 한다.
태종은 부왕 이성계가 세상을 떠나자 신덕왕후를 후궁으로 강등하고 정릉을 도성 밖 양주군 성북면 사한리(현재의 서울 성북구 정릉동)에 천장하라 명했다. "옛 제왕의 능묘가 모두 도성 밖에 있는데 지금 정릉이 성안에 있는 것은 적당하지 못하고 또 사신이 묵는 관사와 가까우니 도성 밖으로 옮기도록 하소서"라는 의정부의 주청을 가납하는 형식을 취했지만 이는 태종의 의지였다.
태종은 삼사와 언관들에게 비밀리에 신덕왕후의 왕릉이 도성 밖에 있는 것이 옳은가를 묻기도 했다. 파헤쳐진 정릉의 병풍석과 난간석은 홍수로 무너진 광통교 복구 에 쓰였으며 목재는 태평관 건축에 사용되었다. 신덕왕후의 능 앞에 세워진 원찰 역시 붕괴되어 재목으로 쓰인다.
이러한 곡절은 기록으로 전해져오다가 청계천을 복원하는 과정에서 병풍석이 발견되면서 그 사실이 밝혀졌다. 사한리 골짜기에 있는 정릉이 비로소 세상에 알려진 것은 172년만인 1581년(선조 14년)이었다. 덕원에 사는 강순일이 임금이 행차하는 수레 앞에 나아가 격쟁한 것이다.
| “ | 저는 판삼사사 강윤성의 후손입니다. 지금 군역에 배정되어 있으니 국묘를 봉사하는 사람들은 군역을 면제하는 전례에 따라주소서 -연려실기술 | ” |

당시 태조의 부모를 비롯한 4대 조상의 묘가 함흥에 있었다. 조정에서는 사람을 정해 묘를 돌보게 하고, 그 사람의 신분을 국묘봉사자(國墓奉祠者)라 하여 군역을 면제해주었다. 즉 조선 최초의 왕비 묘를 돌보고 있으니 군역을 면제해달라는 조심스러운 복위 제청이었던 것이다. 이렇게 불거진 신덕왕후 복위 문제는 왕대를 이어가며 논의를 거듭한 끝에 1669년(현종 10년) 우암 송시열에 의해 마침표가 찍혔다.
| “ | 태종대왕께서는 성대한 덕과 순일한 효성이 천고에 탁월하시니 요임금이 전하듯, 순임금이 이어받듯 질서가 정연하다고 사변에 대처할 방법이 없었으나 유독 신덕왕후에 대해서만 능침의 의절에 손상이 있고 배향하는 예가 오래도록 결손되었습니다. 이는 당시의 예관이 예의 참뜻을 몰라 이렇게 된 것에 불과합니다. | ” |

형식은 송시열의 상소를 현종이 받아들이는 것이었다. 그 과정에서 태종의 잘못된 조치를 바로잡는다고 할 수 없으니 모든 죄는 당시 태종을 보필했던 신하가 뒤집어 쓸 수 밖에 없었다. 이로써 신덕왕후는 복위되어 종묘에 모셔지고 정릉은 왕릉으로서의 상설을 갖추게 되었다. 88년간 이어져온 논쟁이었다. 신덕왕후가 왕비로 복권되는 날에도 엄청난 비가 왔는데, 백성들은 그의 원혼이 흘리는 눈물이라 하였다.

## 가족 관계
| 조선의 왕비 대한제국의 추존 황후 | 신덕고황후 강씨 神德高皇后 康氏 | 출생                                     | 사망                                                          |
| 조선의 왕비 대한제국의 추존 황후 | 신덕고황후 강씨 神德高皇后 康氏 | 1356년 7월 12일(음력 6월 14일) 고려 개경 | 1396년 9월 15일(음력 8월 13일) (40세) 조선 한성부 이득분의 집 |

|    |                                     | 본관 | 생몰년      | 부모                          | 비고 |
| -- | ----------------------------------- | ---- | ----------- | ----------------------------- | ---- |
| 부 | 상산부원군 象山府院君 강윤성 康允成 | 곡산 | ? - 1358년  | 강서 康西 장수 황씨 長水 黃氏 |      |
| 모 | 진산부부인 晉山府夫人 강씨 姜氏     | 진주 | 생몰년 미상 | 강은 姜銀 미상                |      |

| 조선의 초대 국왕 대한제국의 추존 황제 | 태조 고황제 太祖 高皇帝 | 출생 | 1335년 10월 27일 (음력 10월 11일) 고려 동북면 화령부 사제        |
| 조선의 초대 국왕 대한제국의 추존 황제 | 태조 고황제 太祖 高皇帝 | 사망 | 1408년 6월 18일 (음력 5월 24일) (72세) 조선 한성부 창덕궁 광연루 |

| 작호 | 작호                            | 이름      | 생몰년          | 배우자                                          | 비고                                                  |
| ---- | ------------------------------- | --------- | --------------- | ----------------------------------------------- | ----------------------------------------------------- |
| 장녀 | 경순공주 敬順公主               |           | ? - 1407년      | 흥안군 興安君 이제 李濟                         |                                                       |
| 장남 | 무안대군 撫安大君 공순공 恭順公 | 방번 芳蕃 | 1381년 - 1398년 | 삼한국대부인 三韓國大夫人 왕씨 王氏             | 제1차 왕자의 난으로 피살                              |
| 차남 | 의안대군 宜安大君 소도공 昭悼公 | 방석 芳碩 | 1382년 - 1398년 | 폐세자빈 유씨 廢世子嬪 柳氏 현빈 심씨 賢嬪 沈氏 | 태조 1년(1392년) 왕세자 책봉 제1차 왕자의 난으로 피살 |

## 신덕왕후가 등장하는 작품
- 《개국》(KBS, 1983년, 배우:하미혜)
- 《추동궁 마마》(MBC, 1983년, 배우:김정연)
- 《용의 눈물》(KBS, 1996년~1998년, 배우:김영란)
- 《대풍수》(SBS, 2012년~2013년, 배우:윤주희)
- 《정도전》(KBS, 2014년, 배우:이일화)
- 《육룡이 나르샤》(SBS, 2015년, 배우:김희정)
- 《나의 나라》(JTBC, 2019년, 배우:박예진)
- 《태종 이방원》(KBS1, 2021년~2022년, 배우:예지원)

## 기타
- 남이의 옥사로 죽은 강순은 그녀의 친정 종손이었다.

## 참고 문헌
- 《고려사》
- 《고려사절요》
- 《태조실록》
- 《정종실록》
- 《태종실록》
- 《대동야승》
- 《연려실기술》
- 《국조보감》
- 《곡산강씨세보》